# Nhật ký chú bé nhút nhát: Luật của Rodrick
Nhật ký chú bé nhút nhát: "Luật" của Rodrick (tên tiếng Anh: Diary of a Wimpy Kid: Rodrick Rules) là một tập sách trong bộ sách 15 tập Nhật ký chú bé nhút nhát. Nội dung cuốn sách nói về những xúc cảm của nhân vật chính, cậu bé Greg Heffley với anh trai là Rodrick. Tập tiếp theo của cuốn sách là Giọt nước tràn ly (tiếng Anh: The Last Straw). Một bộ phim cùng tên đã được sản xuất.

## Các nhân vật
- Greg Heffley, nhân vật chính trong truyện
- Patty Farrell, kẻ thù không đội trời chung
- Rodrick Heffley, anh của Greg
- Rowley Jefferson, bạn thân nhất của Greg
- Susan Heffley, mẹ của Greg
- Frank Heffley, bố của Greg
- Manny Heffley, người em phiền nhiễu của Greg
- Holly Hills, cô bé mà Greg thích
- Chirag Gupta, một người bạn của Greg
- Fregley Arine, đứa trẻ quái gở
- Ông Pop, ông của Greg và Rodrick
- Bà Norton
- Bill Walter
- Thầy Malone, giáo viên thể dục
- Ông Huff
- Ông Jefferson
- Cụ Gammie Heffley
- Scotty Douglas
- Bill
- Bryce Anderson
- Ông Jonathon Hills, bố của Holly
- Ông Salz

## Tiếp nhận
Cuốn sách đã được đưa vào Danh sách Bán chạy nhất của The New York Times (New York Times Bestseller).